# NGC 3936
NGC 3936 é uma galáxia espiral barrada (SBbc) localizada na direcção da constelação de Hydra. Possui uma declinação de -26° 54' 21" e uma ascensão recta de 11 horas, 52 minutos e 20,4 segundos.
A galáxia NGC 3936 foi descoberta em 24 de Março de 1835 por John Herschel.